# Hylesinus oleiperda
Hylesinus oleiperda o roja és una espècie de petit coleòpter de la subfamília dels escolitins. És una plaga que es fa a les oliveres.
Les femelles ponen en galeries petites sota l'escorça de l'arbre per a engendrar larves petites. Aquestes excaven a llur torn altres galeries petites, el que té per conseqüència d'interrompre la circulació de la saba i fer deperir l'olivera. L'escorça de l'olivera torna rogenca, i per això s'anomena roja.
S'aconsella d'eliminar els arbres tocats després d'una gelada i de no deixar sota les oliveres el brancam tallat. Aquest darrer serà triturat pel que fa a les branques més fines o incinerat.

## Sinonímia
- Hylesinus essau Gredler, 1866
- Hylesinus toranio (Danthoine, 1788)
- Hylesinus scaber Marsham, 1802
- Hylesinus suturalis W. Redtenbacher, 1842